# Turbo Angels
Turbo Angels je bila slovenska turbo folk skupina, ki je bila ustanovljena leta 2005.

## Sestava
- Aleš Vovk - Raay (2005–2009)
- Dejan Raj (2005–2006)
- Marjetka Vovk (2005–2009)
- Maša Medik (2005–2009)
- Dejan Bojanec (2006–2009)

## Diskografija
- Mi smo za ... (2006)